# Planul Madagascar
Planul Madagascar, propus de guvernul Germaniei Naziste, presupunea exilarea populației evreiești europene pe insula Madagascar. Franz Rademacher, șeful Departamentului Evreiesc al Ministerului de Externe al Germaniei a propus ideea în iunie 1940, cu puțin înainte de căderea Franței. Propunerea prevedea cedarea controlului Madagascarului, pe atunci o colonie franceză, Germaniei. 
Ideea mutării evreilor în Madagascar i-a venit prima dată guvernului polonez în 1937, dar grupul de lucru trimis pentru a evalua potențialul de locuit al insulei a determinat că insula ar putea găzdui numai între 5000 și 7000 de familii. Deoarece eforturile guvernului nazist de a convinge populația de evrei germani să emigreze din Germania înainte de Al Doilea Război Mondial au eșuat, ideea deportării în masă a evreilor a reapărut. 
Ideea a fost propusă de Rademacher la 3 iunie 1940. Cu aprobarea lui Hitler, Adolf Eichmann a lansat un memorandum la 15 august prin care solicita revocarea a un milion de evrei pe an timp de patru ani, fiind guvernată ca stat independent de către Schutzstaffel. Planul nu a putut fi pus în aplicare din cauza blocadei marine britanice asupra insulei. Planul fost amânat în septembrie 1940 când naziștii au pierdut Bătălia pentru Anglia și abandonat definitiv în 1942 când britanicii au cucerit Madagascar.